# جکی سوانسون
جکی سوانسون (به انگلیسی: Jackie Swanson) (زاده ۲۵ ژوئن ۱۹۶۳) بازیگر آمریکایی است.
از فیلم‌های معروف او می‌توان به بازی در کمتر از صفر و اسلحه مرگبار اشاره کرد.